# Bocom Financial Towers

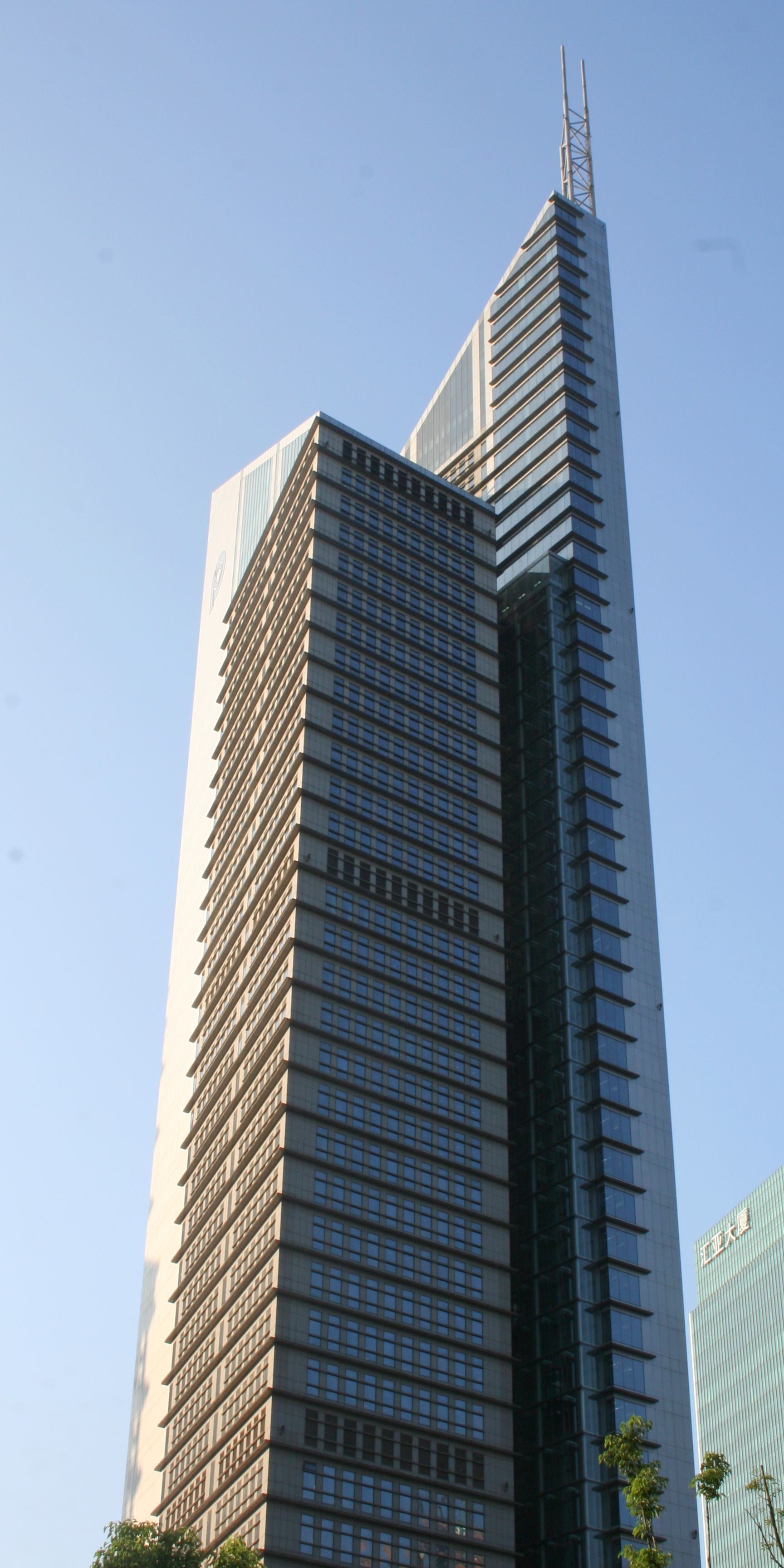
Estas são as Torres Financeiras Bocom, localizadas no centro de Xangai.

Bocom Financial Towers é um dos arranha-céus mais altos do mundo, com 265 metros (869 ft). Edificado na cidade de Xangai, China, foi concluído em 2002 com 52 andares.